# Ipomoea aurantiaca
Ipomoea aurantiaca là một loài thực vật có hoa trong họ Bìm bìm. Loài này được L.O. Williams mô tả khoa học đầu tiên năm 1970.